# Petar Hektorović (traghetto)
Il Petar Hektorović è un traghetto appartenente alla compagnia di navigazione croata Jadrolinija.

## Caratteristiche
Spinto da una coppia di motori MaK 6M453C eroganti complessivamente 4.400 kW di potenza, è in grado di raggiungere una velocità massima di 15,7 nodi.
La capienza è pari a 1080 passeggeri e 140 autovetture. I servizi a bordo sono essenziali, in virtù dei servizi locali svolti generalmente dal traghetto; non sono infatti previste sistemazioni in cabina per i passeggeri.
L'imbarco degli autoveicoli avviene dai due portelloni di poppa o, in alternativa, dalla celata di prua apribile.

## Servizio
Varato il 10 ottobre 1988 nel cantiere navale Svendborg Skibsværft A/S di Svendborg con il nome di Langeland III e consegnato il 31 marzo 1989 alla Langeland-Kiel Linien A/S, prende servizio il 5 aprile nei collegamenti tra Bagenkop  e Kiel.

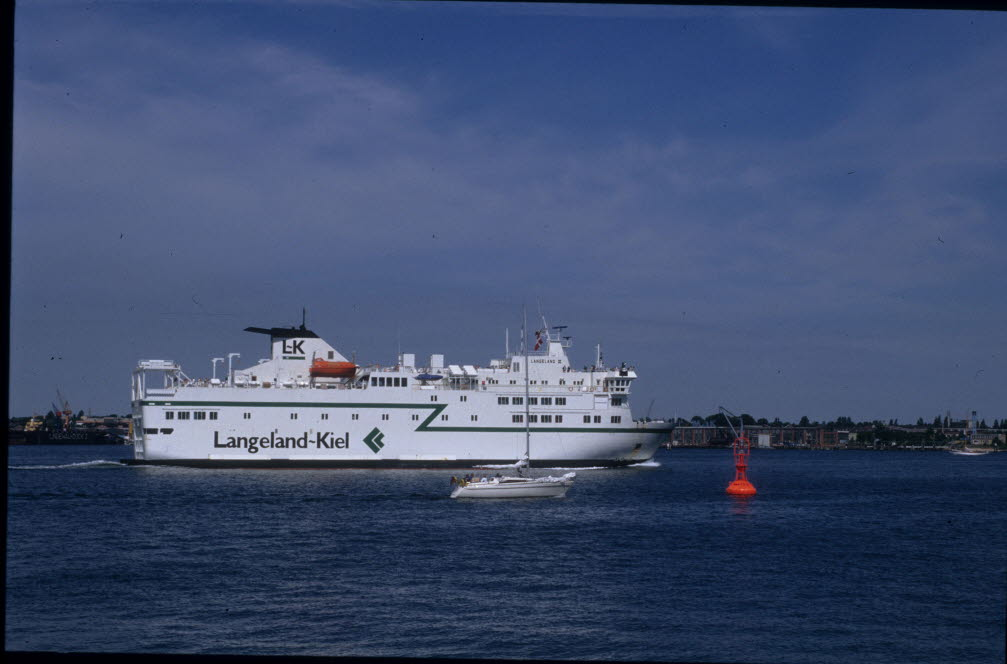
Il Langeland III in navigazione nel 1989.

Il 12 agosto 1996 subisce una grave avaria ai motori, rimanendo fuori servizio per due settimane in attesa delle riparazioni nei cantieri navali Krupp-MAK di Kiel.
Nel 1998 viene venduto alla croata Jadrolinija, continuando tuttavia ad operare per la Langeland-Kiel Linien A/S fino al 30 dicembre successivo. 
Nel gennaio del 1999 viene consegnato alla Jadrolinija nel cantiere navale di Svendborg e, ribattezzato Petar Hektorović, salpa il 6 gennaio per la Croazia. 
Dopo esser stato sottoposto a lavori di ristrutturazione, prende servizio nei collegamenti tra Spalato e Stari Grad.
Dal 2003 al 2013 opera, d'estate nei collegamenti tra Spalato e Vis, mentre nel periodo invernale sulla Spalato-Stari Grad.
Nell'ottobre del 2006, cinque membri dell'equipaggio furono ricoverati in ospedale, a causa della caduta da due scialuppe durante una normale esercitazione di salvataggio, mentre un sesto evitò per poco di farsi male, saltando sul ponte del traghetto. Dopo un'ulteriore ispezione, non fu più consentito l'utilizzo di quelle due scialuppa di salvataggio, costringendo quindi la compagnia a ridurre il numero massimo di passeggeri trasportabili. Durante il fermo, viene momentaneamente sostituito nei collegamenti tra Spalato e Stari Grad dal Lastovo.

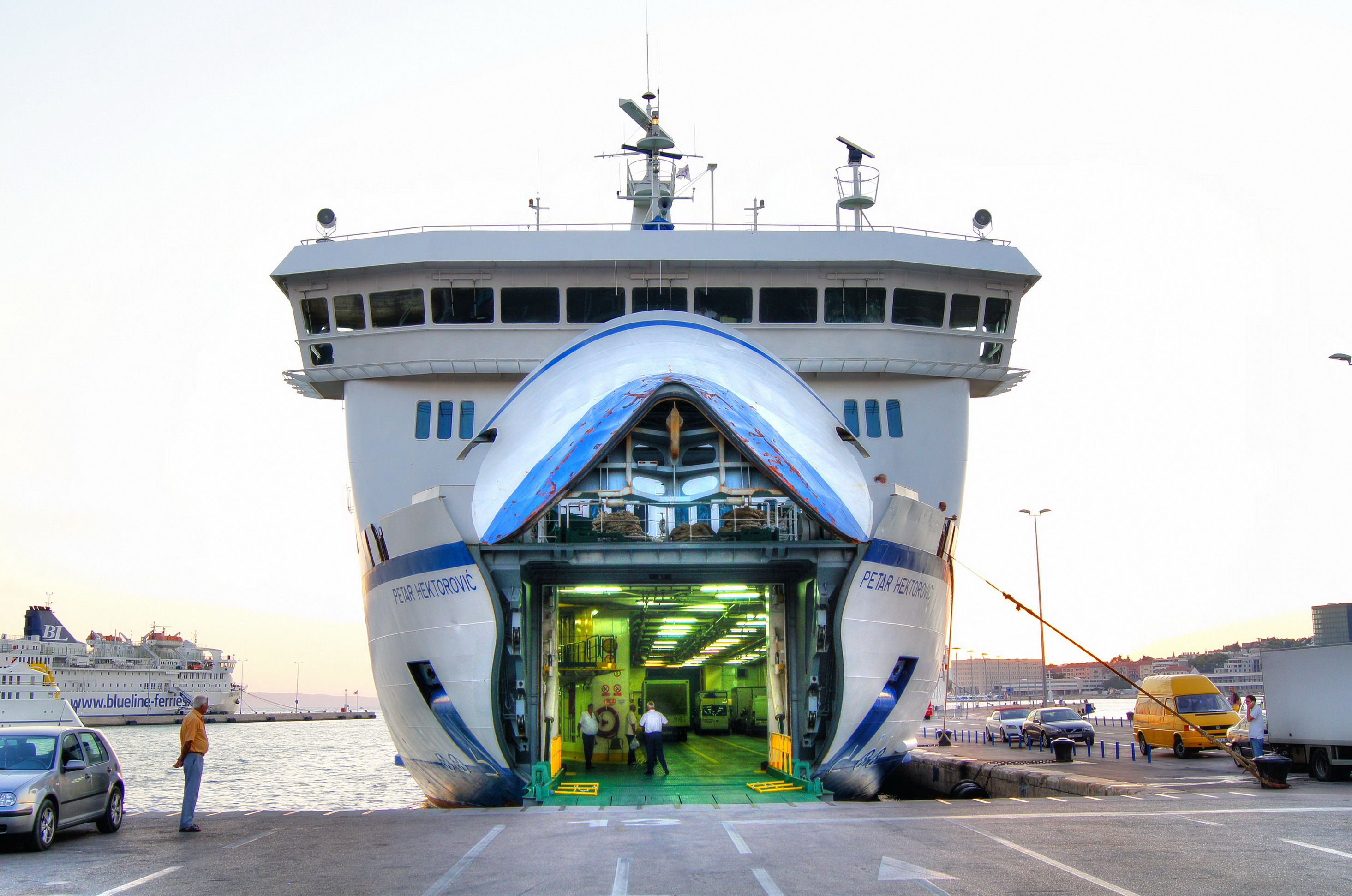
Il Petar Hektorović ormeggiato a Spalato nel 2011.

Dal 2013 opera solamente nel periodo estivo sulla Spalato-Vis, rimanendo il resto dell'anno in disarmo invernale.

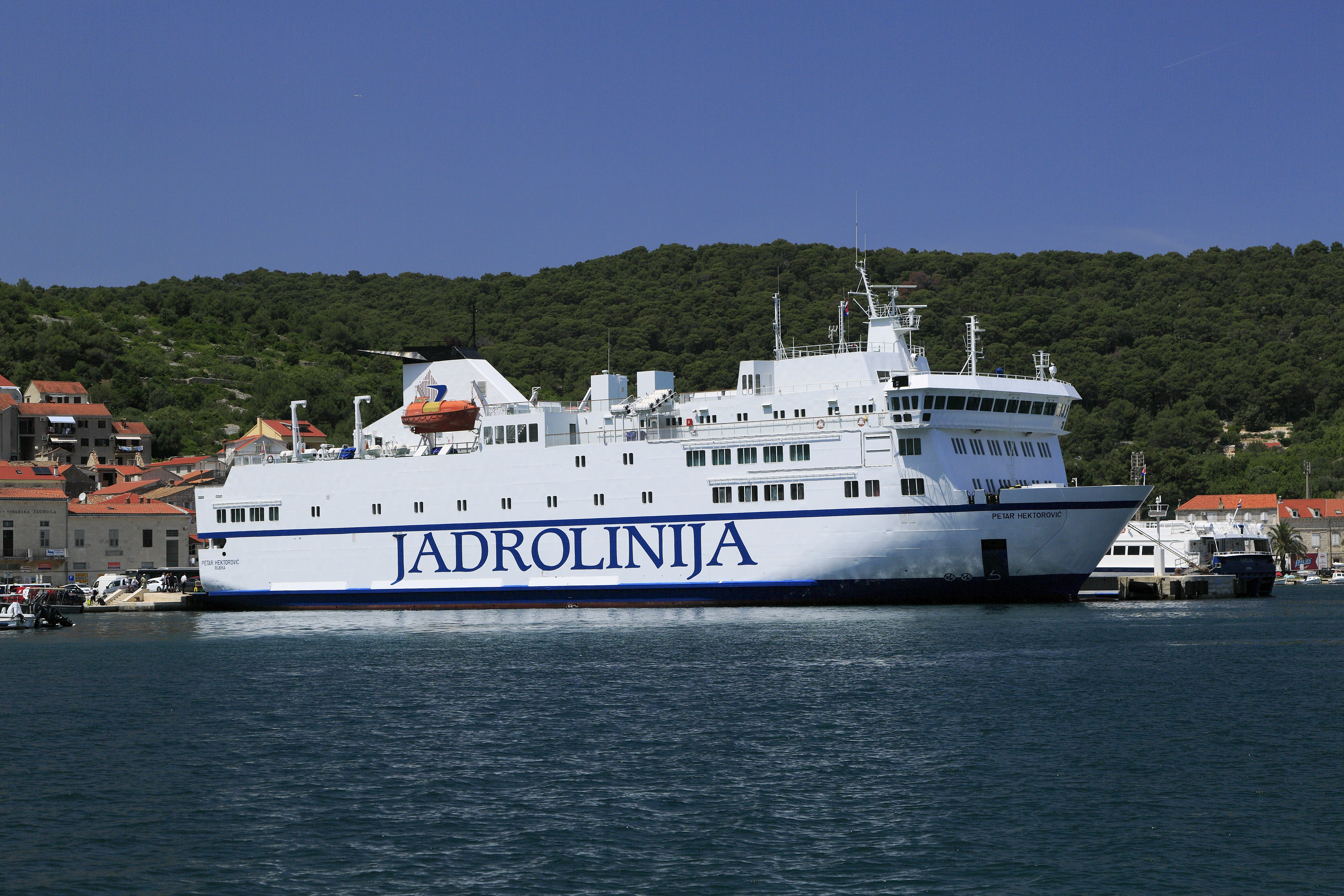
Il Petar Hektorović ormeggiato a Vis nel 2018.

Nel maggio del 2024 viene brevemente impiegato nei collegamenti tra Spalato, Vela Luka ed Ubli per far fronte all'aumento del traffico di passeggeri, venendo sostituito sulla rotta per Vis dal compagno di flotta Zadar, causando molta indignazione tra gli abitanti dell'isola di Vis. Successivamente torna regolarmente in servizio sulla Spalato-Vis.